# Litra A
Litra A er et damplokomotiv, hvis design tilskrives Det Sjællandske Jernbaneselskabs overmaskinmester Otto Busse. De 31 lokomotiver – A 129 til A 159 – blev bygget i årene 1882 til 1888 af lokomotivfabrikkerne Borsig og Hartmann.
Lokomotiverne vejer 56,8 tons med stor tender og måtte køre 100 km/t. Det kunne trække et eksprestog på 140 tons, persontog på 230 tons eller godstog på 420 tons. Længden var 14,068 meter inkl. tender. Hjulstillingen var 2B0 T2.